# 本多信一
本多 信一（ほんだ しんいち、1941年4月17日 - 2024年10月9日）は、日本の著述家、コンサルタント（中小企業診断士）。

## 経歴
1941年東京都生まれ、杉並区阿佐ヶ谷育ち。私立城北高等学校を経て、1965年中央大学法学部を卒業する。時事通信社を経て、1971年に現代職業研究所を設立する。そこで「内向型人間のお仲間」のため「個人のための無料職業＆人生相談業」を行い、これを天職と考えているが、2013年時点で体調不良により相談は休業している。

## 主な著作
1976年
- 脱サラで成功する101の法則　日本実業出版社
- マスコミ職業入門　日本実業出版社

1978年
- 生きがいの職業選択　こう書房
- 転職から天職へ　潮文社

1979年
- 翔びだせ、内向型人間　ちはら書房
- 会社型人間と独立型人間　ちはら書房
- 伸びる男は自己基準をもつ　青也書店
- マスコミ業界　ビジネス社　就職ガイドシリーズ2
- 夢に賭ける企業ワコール　マーケティング研究会

1980年
- サラリーマン諸君!こんな生き方はいいかも　東洋経済新報社　V books

1981年
- 女性の有望職種ベスト150　ナツメ社

1982年
- 会社をやめてどう生きるか　ビジネス社

1984年
- 職業相談・マスコミへの招待　ビジネス社

1985年
- 会社型人間と独立型人間　三交社
- 内気な人の話し方入門　ビジネス社
- 中堅ビジネスマン・迷いの時期をどう生きるか　アイペック

1986年
- 内気な人の自分流で生きる知恵集　ビジネス社

1987年
- 難局を乗りきる　佼成出版社　ダルマブックス
- かしこい転職・上手な離職　法令総合出版
- 人生が嫌になったとき読む本　山下出版

1988年
- 資格を活かす資格で生きる　法令総合出版
- 内向型人間の生き方にはコツがある　大和出版

1989年
- 内向型人間には「逆発想」の生き方がある　大和出版
- 40代をどう生きるか　法令総合出版
- 内向型人間ほど「大胆」に生きられる　大和出版
- 「ひとりっ子」ほど他人と上手に生きられる　大和出版

1990年
- 自分を好きになればもっとラクに生きられる　大和出版
- 人生を豊かにするための「時間」の使い方　ベストブック　そこが知りたいベストセレクト
- 実年を生きる　総合ライフ出版
- 人生を豊かにするための「内気な人」の生き方　ベストブック　そこが知りたいベストセレクト

1991年
- 人生を豊かにする自分を知るための方法　ベストブック　そこが知りたいベストセレクト
- 心が疲れたら「ありのままの自分」で生きなさい　大和出版
- 再就職・独立自営のカギ　総合ライフ出版
- 人生を豊かにするためのつきあい術　ベストブック　そこが知りたいベストセレクト
- ひとり遊び　ビジネス社
- 会社をやめてこう生きた　ビジネス社

1992年
- 自分をみつめる心理学　総合ライフ出版　ゆうゆうじんせい
- 心の疲れがほぐれる本　大和出版
- 人生を豊かにする「天職」のすすめ　ベストブック　そこが知りたいベストセレクト

1993年
- 内向型人間の心がラクになる生き方　大和出版
- 自分を活かす40歳からの転職　日本経済新聞社
- ひとりごと　ビジネス社
- 内向型人間の成功にはコツがある　大和出版
- 生きる力のつくり方　総合法令

1994年
- 仕事・人生の壁の乗り越え方　ぱる出版
- 内向型の「悩める心」に光を灯す本　大和出版

1995年
- かしこい転職上手な離職　総合法令出版
- 心の妙薬　北海道新聞社
- 「面接」に成功する. 女子学生編　ベストブック　そこが知りたいbest select
- 「面接」に成功する. 男子学生編　ベストブック　そこが知りたいbest select
- 宮沢賢治・「雨ニモマケズ」の人生ノート　大和出版
- 「会社」を選ぶ　ベストブック　そこが知りたいbest select
- 会社をやめてどう生きるか　サンマーク出版　サンマーク文庫
- 内気な人の話し方入門　サンマーク出版　サンマーク文庫

1996年
- イヤな人生をラクに生きる知恵　山下出版
- 人生がイヤになったとき読む本　改訂新版　山下出版
- 自分に無理しない生き方　大和出版
- 不安の時代の自分づくりの発想　山下出版

1997年
- 気楽に生きれば,自分が活きる　ビジネス社
- ひとり仏教のすすめ　山下出版
- 神経質を生かすにはコツがある　大和出版
- 内向型人間の心がラクになる生き方　大和出版
- 負けないサラリーマン　テイ・アイ・エス
- 内向型人間の仕事にはコツがある　大和出版

1998年
- こころが癒されてくる本　大和出版
- 心の整理が上手い人・下手な人　成美堂出版　成美文庫

1999年
- 内気な人の営業にはコツがある!　PHP研究所
- 「そのままの自分」から始めよう　大和出版
- 生きることをやさしくする101の方法　成美堂出版　成美文庫
- 人間関係と人生にキレない方法　山下出版

2000年
- ひとり仏教のやすらぎ　山下出版
- 「内気」だから成功できる!　PHP研究所
- 人の目を気にしなければ人生はうまくいく　成美堂出版　成美文庫
- どんなときでも、なんとかなる　大和出版
- これから伸びる職業　毎日新聞社

2001年
- 心を幸福にする簡単な50の方法　成美堂出版　成美文庫

2002年
- 内気な人でも100人の前で話せる秘密　日本経営協会総合研究所
- 会社を辞めて「成功した」50の生き方　ぶんか社
- これから伸びる職業510　毎日新聞社
- 話べたな人の自己表現の本　成美堂出版　成美文庫

2003年
- 『内気な人の営業にはコツがある! (PHP文庫)』PHP研究所、2003年。ISBN 978-4569579740。
- 『幸福に生きた「内気なネコ」の話―内向的な人の生き方にはコツがある (成美文庫)』成美堂出版、2003年。ISBN 978-4415070490。

2004年
- 『食べていくための自由業・自営業ガイド (岩波アクティブ新書)』岩波書店、2004年。ISBN 978-4007001222。
- 『内気な人の生き方にはコツがある!―本多流ポジティブ・シンキング』PHP研究所、2004年。ISBN 978-4569635781。
- 『内向型人間だからうまくいく 「タダの人」としてゆっくり生きよう (PHP文庫)』PHP研究所、2004年。ISBN 978-4569661391。

2005年
- 『気持ちの切り替えがうまい人―心が元気になる8つの「リセットボタン」 (成美文庫)』成美堂出版、2005年。ISBN 978-4415073736。
- 『あなたを活かすこれからの職業』毎日新聞社、2005年。ISBN 978-4620317359。

2006年
- 『人生あきらめない―無料人生相談の現場から』モラロジー研究所、2006年。ISBN 978-4896391312。
- 『「前に踏み出す力」が身につく本 (社会人の基礎力)』中経出版、2006年。ISBN 978-4806125808。

2007年
- 『本多流 内気な自分の活かし方―内向的なお仲間を助けたい ホンダ先生の内気エッセンス満載』ぱる出版、2007年。ISBN 978-4827203202。

2009年
- 『がんばらなくてもいい―自由にのびのび生きるヒント ほっとする老子の本』こう書房、2009年。ISBN 978-4769609940。
- 『自宅で始める自営業ガイド』PHP研究所、2009年。ISBN 978-4569708454。

2013年
- 『人生が変わる お金と会社にしばられない生き方』PHP研究所、2013年。ISBN 978-4569810942。